# مصطفى الجارحي
مصطفى الجارحي ولد في 21 مارس 1963، هو شاعر ومسرحي وصحفي ومؤسس موقع «ك ت ب» الثقافي، كما ساهم في تأسيس موقع «195 سبورتس» الرياضي مع الصحفي أحمد غنام، مظهرا فيه موهبته الإدارية والصحفية، قدمت نصوصه المسرحية على خشبة مسرح البالون ومسرح الشباب ومسرح الثقافة الجماهيرية ومسرح الجامعة، ومركز آفاق اشتراكية، وله من الأعمال الفنية الكثير، من بينها كلمات ألبوم «باب اللوق» للمطرب مصطفى رزق، ولحن أعماله العديد من الملحنين من بينهم عبد المنعم البارودي وحمزة علاء الدين ونصير شمة ومصطفى رزق وفتحي الخميسي وأكرم مراد وفايد عبد العزيز وأحمد الصاوي.

## حياته العملية
شملت حياة «الجارحي» العملية عمله بـ«دوبلاج» والت ديزني في استوديوهات القاهرة، وعمل في التدقيق اللغوي لمجموعة من دور النشر المصرية، وكتب للأطفال ونشر قصائده في مجلة (ويني) وحصل على جائزة وزارة الثقافة لأدب الأطفال عام 1990.
أصدر الجارحي ديوانين شعريين، الأول مشترك مع الشاعر الدكتور صلاح الراوي خبير الثقافة الشعبية بعنوان «الموتيات»، والثاني بعنوان «ديوان الورد».

### حياته الشخصية
كان متزوجًا من الناقدة فاطمة عبد الله حسن، ولديه أربعة أبناء هم «مريم» خريجة المعهد العالي للفنون المسرحية قسم نقد ودراما وتعمل محررة صحفية في «البوابة نيوز»، و«نديم» مطرب راب، و«مرام» خريجة المعهد العالي للسينما، و«رماز» طالبة بأكاديمية الفنون بالشارقة.. وحاليًا هو زوج الشاعرة إيمان العقيلي.

## أعماله
نشرت معظم المجلات والصحف المصرية والعربية نصوص مصطفى الجارحي الشعرية، كما عمل محررا صحفيا وسكرتيرا للتحرير ورئيسا لقسم الثقافة، ومشرفا عاما على التحرير، ومحرر ديسك، بمجموعة من المجلات والصحف المصرية منها: مجلة المسرح وصوت الأمة والفجر واليوم السابع والبديل والنهار الكويتية والدستور، كما شارك بأغنياته في عدة أفلام كنسية، منها أغنية «أنا ليه بحن لقسوتك» في فيلم «بداية تاني»، من سلسلة (ألبوم العائلة)، بطولة ماجد الكدواني.
وله عدة قصائد منها:
- إيقاع[13]
- وردة التسعينات[14]
- أنا بـ احب النبي[15]
- الورنيشجي[3]
- أحمد بيحب منى[16]
- مين اللى طالع يحضن الميادين[17]
- وعندى لسّه فـ قلبى حتّة قلب[18]
- شفطة بن[19]
- أيوب المصرى[20]